# Мухаммад II аль-Мутавакіль
Абу Заян Мухаммад II аль-Мутавакіль ібн Фаріс (араб. أبو زيان محمد بن فارس; нар. 1338 — 1366) — 10-й маринідський султан Марокко в 1358 і 1362—1366 роках.

## Життєпис
Походив з династії Маринідів. Син султана Абу Інан Фаріса. Народився 1338 року в Фесі. Як офіційний спадкоємець трону супроводжував батька в походах 1353—1357 років з підкорення центрального Магрибу і Іфрікії.
1357 року вступив у конфлікт з візиром Гасаном ібн Умаром аль-Фудуді, який скористався хворобою султана й оголосив, що спадкоємцем став брат Мухаммада — Абу Бакр Саїд. Невдовзі візир задушив султана. Втім Мухаммаду вдалося зайняти трон. Втім того ж року його було відсторонено Абу бакром Саїдом.
1362 року за підтримки візира Умара ібн Абдалли аль-Ябані Мухаммаду вдалося повернутися на трон. Намагався відновити потугу держави та обмежити вплив візира, які фактично монополізували усі вищі посади. Султаном Мухаммад II був все більше номінально. Водночас 1362 року область навколо Сіджильмаси стала фактично незалежною, де владу здобув представник династії Маринідів — Абд аль-Халім з титулом хакама. Лише 1364 року вдалося там повернути владу Маринідів, скориставшись протистоянням Абд аль-Халіма та його брата Абд аль-Муміна. Останній спочатку повалив брата, ставши хакамом. Але місцеві племена звернулися до візира Умара ібн Абдалли, який відправив військо. Абд аль-Мумін втік до Марракешу, де його було схоплено.
1364 року здійснено успішну кампанію проти Заянідів, яким завдали поразки. Втім спроба захопити ворожу столицю Тлемсен виявилася невдалою. 1365 року розпочав нову кампанію проти Тлемсену. 1366 року наказав військовику Масуду ібн Масі вбити Умара ібн Абдаллу, але той випередив Мухаммада II, якого було вбито. Новим володарем став стрийко попередника Абу'л-Фаріс Абдул-Азіз I.